# 부녀회
부녀회(婦女會)란 부녀를 회원로 하여 입주자의 복지증진 및 지역사회 발전 등을 목적으로 설립된 단체이다.  아파트에 거주하는 부녀를 회원으로 하여 입주자의 복지증진 및 지역사회 발전 등을 목적으로 설립된 아파트 부녀회가 회칙과 임원을 두고서 주요 업무를 월례회나 임시회를 개최하여 의사결정하여 온 경우에 법인 아닌 사단의 실체를 갖추고 있다.